# Coppa Interamericana 1993
La Coppa Interamericana 1993 è stata la quindicesima edizione del trofeo riservato alle squadre vincitrici della CONCACAF Champions' Cup e della Coppa Libertadores.

## Tabellino

### Andata
| Arbitro: | Escobar |

| |            | |
| Myers 20’ Fonseca 64’ Wanchope 84’ | Marcatori  | 71’ S. Vázquez |
| · Lonnis P Quesada D Wright D Díaz D Salazar D Cordero C Mayorga C Ramírez C 60’ Coronado C 75’ Myers A Fonseca A A disposizione: · 60’ Wanchope C 75’ Morera A | Formazioni | · P Toledo D Tupper D S. Vázquez D López D Romero 80’ C Lepe C J. Vázquez C Gómez C Gorosito A Acosta A Tudor b’ A disposizione: · C Olmos 80’ A Barrera 62’ |
| Linari | Allenatori | Pellegrini |

### Ritorno
| Arbitro: | Chappell |

| |            | |
| Romero 28’ Acosta 30’ Olmos 89’ Ardiman 102’ Barrera 111’ | Marcatori  | 35’ Wanchope |
| · Toledo 1 P Romero 4 D a’ Tupper 2 D S. Vázquez 3 D Ardiman 13 D Lepe 6 C Parraguez 19 C b’ J. Vázquez 8 C Gorosito 10 C Acosta 9 A Barrera 15 A A disposizione: · Tapia 12 P López 5 D Miller 18 D Gómez 7 C b’ Olmos 14 C Corrales 16 A a’ Rozental 17 A | Formazioni | · P 1 Lonnis D 3 Salazar D 4 R. González D 19 Wright D 2 Quesada C 15 Díaz C 21 Wanchope 82’ C 8 Mayorga C 22 Ramírez 70’ A 7 Fonseca A 9 Myers A disposizione: · A ? Rodríguez 70’ C ? Coronado 82’ |
| Pellegrini | Allenatori | Linari |